# ORP Grom (1937)
El ORP Grom fue uno de los dos destructores de la Armada de la República de Polonia de la clase Grom, construido y hundido durante la Segunda Guerra Mundial.

## Historia
El Grom fue construido en Reino Unido en 1935, botado en 1936 y puesto en servicio al año siguiente. 
El 30 de agosto de 1939 el Grom, su gemelo Błyskawica y otro destructor (el Burza) escaparon a Inglaterra para evitar ser destruidos por los alemanes. El 1 de septiembre, se reunieron con los destructores británicos Wanderer y Wallace, partiendo de Leith a Rosyth; sin embargo, no se organizaron convoyes a Polonia.
Durante la campaña de Noruega, el Grom y su gemelo atacaron convoyes alemanes, bombardearon la costa y derribaron aviones. El 4 de mayo de 1940, el Grom operaba en la costa de Rombaken y llevó a cabo su última acción de guerra; fue atacado por un avión alemán Stuka, impactando la bomba en el centro del buque. En ese momento el Grom llevaba 15 torpedos, el fuego se extendió hasta el pañol de éstos, haciéndolos estallar y partiendo en 2 el casco del buque; el Grom se llevó consigo a 59 marineros.
Los restos del pecio no fueron hallados hasta 1983, cuando fueron explorados por un grupo de buceadores.